# Голяма Желязна
Голя́ма Желя́зна (болг. Голяма Желязна) — село в Ловецькій області Болгарії. Входить до складу общини Троян.

## Населення
За даними перепису населення 2011 року у селі проживали 637 осіб.
Національний склад населення села:
| Національність   | Кількість осіб | Відсоток |
| ---------------- | -------------- | -------- |
| болгари          | 520            | 83,3%    |
| турки            | 98             | 15,7%    |
| цигани           | 0              | 0%       |
| Всього відповіли | 624            |          |

Розподіл населення за віком у 2011 році:
Динаміка населення: